# Medal of Honor (videohra, 2010)
Medal of Honor z roku 2010 prvním dílem ze série FPS her Medal of Honor, které se odehrávají v moderní době a celkovým 13. dílem z celé série. Přímým příběhem na něj navazuje Medal of Honor: Warfighter.
Hru vyvinula Danger Close, součást pobočky Electronic Arts v Los Angeles, ve spolupráci s DICE. Vydána byla 14. října 2010 pro Microsoft Windows a pro konzole PlayStation 3 a Xbox 360. Příběh je zasazen do současného konfliktu v Afghánistánu. Hra běží na enginu Frostbite ve verzi 1.5.